# Temporada 2016 de GP3 Series
La temporada 2016 de GP3 Series fue la decimosegunda edición de la competición de GP3, categoría telonera de la temporada 2016 de Fórmula 1, y antecesora de la GP2 Series.

## Escuderías y pilotos
| Escudería           | N.º | Piloto                  | Rondas |
| ------------------- | --- | ----------------------- | ------ |
| ART Grand Prix      | 1   | Charles Leclerc         | Todas  |
| ART Grand Prix      | 2   | Nirei Fukuzumi          | Todas  |
| ART Grand Prix      | 3   | Alexander Albon         | Todas  |
| ART Grand Prix      | 4   | Nyck De Vries           | Todas  |
| Trident Racing      | 5   | Antonio Fuoco           | Todas  |
| Trident Racing      | 6   | Artur Janosz            | Todas  |
| Trident Racing      | 7   | Giuliano Alesi          | Todas  |
| Trident Racing      | 8   | Sandy Stuvik            | Todas  |
| Arden International | 9   | Jake Dennis             | Todas  |
| Arden International | 10  | Tatiana Calderón        | Todas  |
| Arden International | 11  | Jack Aitken             | Todas  |
| Koiranen GP         | 14  | Matt Parry              | Todas  |
| Koiranen GP         | 15  | Mahaveer Raghunathan    | 1      |
| Koiranen GP         | 16  | Matevos Isaakyan        | Todas  |
| Koiranen GP         | 17  | Ralph Boschung          | 1-5, 7 |
| Koiranen GP         | 17  | Niko Kari               | 6      |
| Jenzer Motorsport   | 18  | Akash Nandy             | Todas  |
| Jenzer Motorsport   | 19  | Richard Gonda           | 1-2, 4 |
| Jenzer Motorsport   | 19  | Oscar Tunjo             | 6      |
| Jenzer Motorsport   | 19  | Alessio Lorandi         | 8-9    |
| Jenzer Motorsport   | 20  | Oscar Tunjo             | 1-2    |
| Jenzer Motorsport   | 20  | Arjun Maini             | 3-9    |
| Campos Racing       | 22  | Álex Palou              | Todas  |
| Campos Racing       | 23  | Steijn Schothorst       | Todas  |
| Campos Racing       | 24  | Konstantin Tereshchenko | Todas  |
| DAMS                | 26  | Santino Ferrucci        | Todas  |
| DAMS                | 27  | Jake Hughes             | Todas  |
| DAMS                | 28  | Kevin Jörg              | Todas  |

## Calendario
| Ronda | Ronda | Circuito                                       | País                   | Fecha           |
| ----- | ----- | ---------------------------------------------- | ---------------------- | --------------- |
| 1     | L     | Circuito de Barcelona-Cataluña, Barcelona      | España                 | 14 de mayo      |
| 1     | C     | Circuito de Barcelona-Cataluña, Barcelona      | España                 | 15 de mayo      |
| 2     | L     | Red Bull Ring, Spielberg                       | Austria                | 2 de julio      |
| 2     | C     | Red Bull Ring, Spielberg                       | Austria                | 3 de julio      |
| 3     | L     | Circuito de Silverstone, Silverstonee          | Reino Unido            | 9 de julio      |
| 3     | C     | Circuito de Silverstone, Silverstonee          | Reino Unido            | 10 de julio     |
| 4     | L     | Hungaroring, Budapest                          | Hungría                | 23 de julio     |
| 4     | C     | Hungaroring, Budapest                          | Hungría                | 24 de julio     |
| 5     | L     | Hockenheimring, Hockenheime                    | Alemania               | 30 de julio     |
| 5     | C     | Hockenheimring, Hockenheime                    | Alemania               | 31 de julio     |
| 6     | L     | Circuito de Spa-Francorchamps, Francorchamps   | Bélgica                | 27 de agosto    |
| 6     | C     | Circuito de Spa-Francorchamps, Francorchamps   | Bélgica                | 28 de agosto    |
| 7     | L     | Autodromo Nazionale di Monza, Monza            | Italia                 | 3 de septiembre |
| 7     | C     | Autodromo Nazionale di Monza, Monza            | Italia                 | 4 de septiembre |
| 8     | L     | Circuito Internacional de Sepang, Kuala Lumpur | Malasia                | 1 de octubre    |
| 8     | C     | Circuito Internacional de Sepang, Kuala Lumpur | Malasia                | 2 de octubre    |
| 9     | L     | Circuito Yas Marina, Abu Dabi                  | Emiratos Árabes Unidos | 26 de noviembre |
| 9     | C     | Circuito Yas Marina, Abu Dabi                  | Emiratos Árabes Unidos | 27 de noviembre |

## Resultados y clasificaciones

### Temporada
| Ronda | Ronda | Ronda             | Pole Position   | Vuelta rápida   | Piloto ganador  | Escudería ganadora  |
| ----- | ----- | ----------------- | --------------- | --------------- | --------------- | ------------------- |
| 1     | L     | Barcelona         | Jake Hughes     | Charles Leclerc | Charles Leclerc | ART Grand Prix      |
| 1     | C     | Barcelona         |                 | Óscar Tunjo     | Alexander Albon | ART Grand Prix      |
| 2     | L     | Spielberg         | Charles Leclerc | Charles Leclerc | Charles Leclerc | ART Grand Prix      |
| 2     | C     | Spielberg         |                 | Ralph Boschung  | Ralph Boschung  | Koiranen GP         |
| 3     | L     | Silverstone       | Alexander Albon | Alexander Albon | Alexander Albon | ART Grand Prix      |
| 3     | C     | Silverstone       |                 | Jake Dennis     | Antonio Fuoco   | Trident             |
| 4     | L     | Budapest          | Nyck de Vries   | Jake Dennis     | Matt Parry      | Koiranen GP         |
| 4     | C     | Budapest          |                 | Alexander Albon | Alexander Albon | ART Grand Prix      |
| 5     | L     | Hockenheim        | Alexander Albon | Charles Leclerc | Antonio Fuoco   | Trident             |
| 5     | C     | Hockenheim        |                 | Jake Hughes     | Jake Hughes     | DAMS                |
| 6     | L     | Spa-Francorchamps | Charles Leclerc | Charles Leclerc | Charles Leclerc | ART Grand Prix      |
| 6     | C     | Spa-Francorchamps |                 | Jack Aitken     | Jack Aitken     | Arden International |
| 7     | L     | Monza             | Charles Leclerc | Jake Hughes     | Jake Dennis     | Arden International |
| 7     | C     | Monza             |                 | Nyck de Vries   | Nyck de Vries   | ART Grand Prix      |
| 8     | L     | Kuala Lumpur      | Charles Leclerc | Alexander Albon | Alexander Albon | ART Grand Prix      |
| 8     | C     | Kuala Lumpur      |                 | Jake Dennis     | Jake Dennis     | Arden International |
| 9     | L     | Yas Marina        | Alexander Albon | Jack Aitken     | Nyck de Vries   | ART Grand Prix      |
| 9     | C     | Yas Marina        |                 | Jake Dennis     | Jake Hughes     | DAMS                |

## Clasificaciones

### Sistema de puntuación
Los puntos se otorgaron a los 10 primeros clasificados en la carrera larga, y a los primeros 8 clasificados en la carrera corta. El piloto que logró la pole position en la carrera principal también recibió cuatro puntos y dos puntos fueron entregados al piloto que marcó la vuelta rápida entre los diez primeros, tanto en la carrera larga como en la corta. No hubo puntos extras otorgados a la pole en la carrera corta.
Puntos de carrera larga
| Posición | 1º | 2º | 3º | 4º | 5º | 6º | 7º | 8º | 9º | 10º | Pole | VR |
| Puntos   | 25 | 18 | 15 | 12 | 10 | 8  | 6  | 4  | 2  | 1   | 4    | 2  |

Puntos de carrera corta
Los puntos se otorgarán a los primeros 8 clasificados.
| Posición | 1º | 2º | 3º | 4º | 5º | 6º | 7º | 8º | VR |
| Puntos   | 15 | 12 | 10 | 8  | 6  | 4  | 2  | 1  | 2  |

### Pilotos
| Pos. | Piloto                  | BAR | BAR | SPI | SPI | SIL | SIL | BUD | BUD | HOC | HOC | SPA | SPA | MNZ | MNZ | KUA | KUA | YMC | YMC | Puntos |
| ---- | ----------------------- | --- | --- | --- | --- | --- | --- | --- | --- | --- | --- | --- | --- | --- | --- | --- | --- | --- | --- | ------ |
| 1    | Charles Leclerc         | 1   | 9   | 1   | Ret | 2   | 3   | 6   | 3   | 5   | 3   | 1   | 6   | 4   | Ret | 3   | 5   | Ret | 9   | 202    |
| 2    | Alexander Albon         | 6   | 1   | 2   | 2   | 1   | 14  | 7   | 1   | 4   | Ret | 9   | 10  | 6   | 2   | 1   | 8   | Ret | Ret | 177    |
| 3    | Antonio Fuoco           | 4   | 3   | 5   | 3   | 3   | 1   | 2   | 10  | 1   | 18† | 4   | 2   | 8   | 3   | 8   | Ret | 16  | 17  | 157    |
| 4    | Jake Dennis             | 7   | 4   | Ret | Ret | 12  | 9   | 3   | 7   | 12  | 6   | 2   | 5   | 1   | 4   | 6   | 1   | 2   | 4   | 149    |
| 5    | Jack Aitken             | 20  | 19  | 9   | 5   | 13  | 6   | 9   | 6   | 6   | 2   | 5   | 1   | 2   | 5   | 2   | 3   | 3   | 2   | 148    |
| 6    | Nyck de Vries           | 9   | 5   | 3   | 4   | 5   | 8   | 20  | 13  | 2   | 8   | 3   | 8   | 7   | 1   | 13  | 6   | 1   | 11  | 133    |
| 7    | Nirei Fukuzumi          | 3   | 13  | 7   | Ret | 11  | 7   | 4   | 4   | Ret | 11  | Ret | 15  | 5   | Ret | 7   | 2   | 5   | 3   | 91     |
| 8    | Jake Hughes             | 2   | 8   | 8   | 6   | Ret | 17  | 23  | 19  | 8   | 1   | Ret | Ret | 3   | 10  | Ret | 12  | 7   | 1   | 90     |
| 9    | Matt Parry              | 12  | 20  | 6   | 7   | 4   | 16  | 1   | 5   | 3   | 7   | Ret | Ret | 9   | 17  | 9   | 4   | Ret | 12  | 82     |
| 10   | Arjun Maini             |     |     |     |     | 8   | 19  | 8   | 2   | 7   | 5   | Ret | 16  | 14  | 6   | 4   | 7   | 14  | 14  | 50     |
| 11   | Ralph Boschung          | 10  | 10  | 4   | 1   | 6   | 12  | 5   | 22  | 15  | Ret |     |     | 18  | 9   |     |     |     |     | 48     |
| 12   | Santino Ferrucci        | 15  | 11  | 15  | 10  | 18  | 4   | 15  | 11  | 9   | 4   | 7   | 3   | 19† | 11  | Ret | Ret | 9   | 15  | 36     |
| 13   | Steijn Schothorst       | Ret | 22  | 20  | 12  | 14  | 5   | 22  | 20  | Ret | 17  | 6   | 7   | 13  | 13  | 5   | 10  | 6   | 7   | 36     |
| 14   | Kevin Jörg              | 5   | 7   | 13  | 14  | 15  | 11  | 10  | 9   | 14  | 10  | 11  | Ret | NC  | 12  | 12  | 11  | 4   | 8   | 26     |
| 15   | Álex Palou              | 19  | 14  | 16  | 11  | 10  | 2   | 11  | 14  | 16  | 19† | 13  | 11  | 11  | 7   | 14  | 19  | 10  | 5   | 22     |
| 16   | Óscar Tunjo             | 8   | 2   | 14  | 13  |     |     |     |     |     |     | 15  | DNS |     |     |     |     |     |     | 18     |
| 17   | Matevos Isaakyan        | 11  | 6   | Ret | Ret | 21  | 18  | 12  | 8   | Ret | 13  | 8   | 4   | Ret | Ret | 15  | 14  | Ret | 16  | 17     |
| 18   | Sandy Stuvik            | 18  | 15  | 10  | 8   | 7   | 10  | 18  | 18  | Ret | 12  | Ret | 17† | 12  | 15  | 10  | 20  | 15  | 18  | 9      |
| 19   | Konstantin Tereshchenko | 17  | 21  | 18  | Ret | 20  | 13  | 16  | 17  | Ret | 15  | 17  | Ret | 17  | 14  | 17  | 17  | 8   | 6   | 8      |
| 20   | Artur Janosz            | 16  | 12  | 11  | 9   | 9   | 15  | 14  | 12  | 11  | Ret | 12  | 9   | 16  | 8   | Ret | 16  | Ret | 19  | 3      |
| 21   | Tatiana Calderón        | 14  | 18  | 17  | Ret | 17  | 20  | 21  | 21  | 10  | 9   | 14  | Ret | 10  | 16  | Ret | 15  | Ret | Ret | 2      |
| 22   | Giuliano Alesi          | 22  | 16  | DNS | DNS | 16  | Ret | 19  | 16  | Ret | 14  | 10  | 12  | DNS | 19  | 16  | 13  | 11  | 10  | 1      |
| 23   | Alessio Lorandi         |     |     |     |     |     |     |     |     |     |     |     |     |     |     | 11  | 9   | 12  | 20  | 0      |
| 24   | Akash Nandy             | 21  | 23  | 12  | Ret | 19  | 21  | 17  | Ret | 13  | 16  | 16  | 13  | 15  | 18  | Ret | 18  | 13  | 13  | 0      |
| 25   | Richard Gonda           | 13  | 17  | 19  | Ret |     |     | 13  | 15  |     |     |     |     |     |     |     |     |     |     | 0      |
| 26   | Niko Kari               |     |     |     |     |     |     |     |     |     |     | Ret | 14  |     |     |     |     |     |     | 0      |
| 27   | Mahaveer Raghunathan    | 23  | 24  |     |     |     |     |     |     |     |     |     |     |     |     |     |     |     |     | 0      |
| Pos. | Piloto                  | BAR | BAR | SPI | SPI | SIL | SIL | BUD | BUD | HOC | HOC | SPA | SPA | MNZ | MNZ | KUA | KUA | YMC | YMC | Puntos |

| Color     | Resultado              |
| --------- | ---------------------- |
| Oro       | Ganador                |
| Plata     | 2.ª plaza              |
| Bronce    | 3.ª plaza              |
| Verde     | Finalizó en los puntos |
| Azul      | Finalizó sin puntos    |
| Azul      | NC - No clasificado    |
| Violeta   | Ret - No terminó       |
| Rojo      | DNQ - No se clasificó  |
| Negro     | DSQ - Descalificado    |
| Blanco    | DNS - No empezó        |
| Blanco    | WD - Retirado          |
| Blanco    | C - Carrera cancelada  |
| Sin color | DNP - No participó     |
| Sin color | INJ - Lesionado        |
| Sin color | EX - Excluido          |

| Estado  | Resultado |
| ------- | --- |
| Negrita | Pole position |
| Cursiva | Vuelta rápida puntuable, el piloto cumplió los requisitos para ser bonificado con uno o más puntos por lograr la vuelta rápida |
| †       | Abandona, pero clasifica al completar el porcentaje requerido para ello                                                        |

### Equipos
Los equipos con 4 monoplazas en pista pueden puntuar solamente con los 3 mejores clasificados en cada carrera.
| Pos. | Equipo              | N.º | BAR | BAR | SPI | SPI | SIL | SIL | BUD | BUD | HOC | HOC | SPA | SPA | MNZ | MNZ | KUA | KUA | YMC | YMC | Puntos |
| ---- | ------------------- | --- | --- | --- | --- | --- | --- | --- | --- | --- | --- | --- | --- | --- | --- | --- | --- | --- | --- | --- | ------ |
| 1    | ART Grand Prix      | 1   | 1   | 9   | 1   | Ret | 2   | 3   | 6   | 3   | 5   | 3   | 1   | 6   | 4   | Ret | 3   | 5   | Ret | 9   | 588    |
| 1    | ART Grand Prix      | 2   | 3   | 13  | 7   | Ret | 11  | 7   | 4   | 4   | Ret | 11  | Ret | 15  | 5   | Ret | 7   | 2   | 5   | 3   | 588    |
| 1    | ART Grand Prix      | 3   | 6   | 1   | 2   | 2   | 1   | 14  | 7   | 1   | 4   | Ret | 9   | 10  | 6   | 2   | 1   | 8   | Ret | Ret | 588    |
| 1    | ART Grand Prix      | 4   | 9   | 5   | 3   | 4   | 5   | 8   | 20  | 13  | 2   | 8   | 3   | 8   | 7   | 1   | 13  | 6   | 1   | 11  | 588    |
| 2    | Arden International | 9   | 7   | 4   | Ret | Ret | 12  | 9   | 3   | 7   | 12  | 6   | 2   | 5   | 1   | 4   | 6   | 1   | 2   | 4   | 297    |
| 2    | Arden International | 10  | 14  | 18  | 17  | Ret | 17  | 20  | 21  | 21  | 10  | 9   | 14  | Ret | 10  | 16  | Ret | 15  | Ret | Ret | 297    |
| 2    | Arden International | 11  | 20  | 19  | 9   | 5   | 13  | 6   | 9   | 6   | 6   | 2   | 5   | 1   | 2   | 5   | 2   | 3   | 3   | 2   | 297    |
| 3    | Trident             | 5   | 4   | 3   | 5   | 3   | 3   | 1   | 2   | 10  | 1   | 18† | 4   | 2   | 8   | 3   | 8   | Ret | 16  | 17  | 170    |
| 3    | Trident             | 6   | 16  | 12  | 11  | 9   | 9   | 15  | 14  | 12  | 11  | Ret | 12  | 9   | 16  | 8   | Ret | 16  | Ret | 19  | 170    |
| 3    | Trident             | 7   | 22  | 16  | DNS | DNS | 16  | Ret | 19  | 16  | Ret | 14  | 10  | 12  | DNS | 19  | 16  | 13  | 11  | 10  | 170    |
| 3    | Trident             | 8   | 18  | 15  | 10  | 8   | 7   | 10  | 18  | 18  | Ret | 12  | Ret | 17† | 12  | 15  | 10  | 20  | 15  | 18  | 170    |
| 4    | DAMS                | 26  | 15  | 11  | 15  | 10  | 18  | 4   | 15  | 11  | 9   | 4   | 7   | 3   | 19† | 11  | Ret | Ret | 9   | 15  | 152    |
| 4    | DAMS                | 27  | 2   | 8   | 8   | 6   | Ret | 17  | 23  | 19  | 8   | 1   | Ret | Ret | 3   | 10  | Ret | 12  | 7   | 1   | 152    |
| 4    | DAMS                | 28  | 5   | 7   | 13  | 14  | 15  | 11  | 10  | 9   | 14  | 10  | 11  | Ret | NC  | 12  | 12  | 11  | 4   | 8   | 152    |
| 5    | Koiranen GP         | 14  | 12  | 20  | 6   | 7   | 4   | 16  | 1   | 5   | 3   | 7   | Ret | Ret | 9   | 17  | 9   | 4   | Ret | 12  | 147    |
| 5    | Koiranen GP         | 15  | 23  | 24  |     |     |     |     |     |     |     |     |     |     |     |     |     |     |     |     | 147    |
| 5    | Koiranen GP         | 16  | 11  | 6   | Ret | Ret | 21  | 18  | 12  | 8   | Ret | 13  | 8   | 4   | Ret | Ret | 15  | 14  | Ret | 16  | 147    |
| 5    | Koiranen GP         | 17  | 10  | 10  | 4   | 1   | 6   | 12  | 5   | 22  | 15  | Ret | Ret | 14  | 18  | 9   |     |     |     |     | 147    |
| 6    | Jenzer Motorsport   | 18  | 21  | 23  | 12  | Ret | 19  | 21  | 17  | Ret | 13  | 16  | 16  | 13  | 15  | 18  | Ret | 18  | 13  | 13  | 68     |
| 6    | Jenzer Motorsport   | 19  | 13  | 17  | 19  | Ret |     |     | 13  | 15  |     |     | 15  | DNS |     |     | 11  | 9   | 12  | 20  | 68     |
| 6    | Jenzer Motorsport   | 20  | 8   | 2   | 14  | 13  | 8   | 19  | 8   | 2   | 7   | 5   | Ret | 16  | 14  | 6   | 4   | 7   | 14  | 14  | 68     |
| 7    | Campos Racing       | 22  | 19  | 14  | 16  | 11  | 10  | 2   | 11  | 14  | 16  | 19† | 13  | 11  | 11  | 7   | 14  | 19  | 10  | 5   | 66     |
| 7    | Campos Racing       | 23  | Ret | 22  | 20  | 12  | 14  | 5   | 22  | 20  | Ret | 17  | 6   | 7   | 13  | 13  | 5   | 10  | 6   | 7   | 66     |
| 7    | Campos Racing       | 24  | 17  | 21  | 18  | Ret | 20  | 13  | 16  | 17  | Ret | 15  | 17  | Ret | 17  | 14  | 17  | 17  | 8   | 6   | 66     |
| Pos. | Equipo              | N.º | BAR | BAR | SPI | SPI | SIL | SIL | BUD | BUD | HOC | HOC | SPA | SPA | MNZ | MNZ | KUA | KUA | YMC | YMC | Puntos |

| Color     | Resultado              |
| --------- | ---------------------- |
| Oro       | Ganador                |
| Plata     | 2.ª plaza              |
| Bronce    | 3.ª plaza              |
| Verde     | Finalizó en los puntos |
| Azul      | Finalizó sin puntos    |
| Azul      | NC - No clasificado    |
| Violeta   | Ret - No terminó       |
| Rojo      | DNQ - No se clasificó  |
| Negro     | DSQ - Descalificado    |
| Blanco    | DNS - No empezó        |
| Blanco    | WD - Retirado          |
| Blanco    | C - Carrera cancelada  |
| Sin color | DNP - No participó     |
| Sin color | INJ - Lesionado        |
| Sin color | EX - Excluido          |

| Estado  | Resultado |
| ------- | --- |
| Negrita | Pole position |
| Cursiva | Vuelta rápida puntuable, el piloto cumplió los requisitos para ser bonificado con uno o más puntos por lograr la vuelta rápida |
| †       | Abandona, pero clasifica al completar el porcentaje requerido para ello                                                        |